# Binia Feltscher-Beeli
Binia Feltscher-Beeli (* 13. Oktober 1978 in Chur) ist eine ehemalige Schweizer Curlerin. 

## Karriere
Feltscher begann 1989 Curling zu spielen. Sie spielte als Third im Team von Skip Mirjam Ott, mit dem sie 2004, 2005 und 2009 Silber sowie 2006 Bronze an den Europameisterschaften gewann. Mit dem Ott-Team nahm sie 2006 an den Olympischen Spielen in Turin teil, wo sie die Silbermedaille gewann. 
Nach dem Weggang von Mirjam Ott zum CC Davos bildete sie ab 2007 als Skip ihr eigenes Team beim CC Flims. Sie errang grosse Erfolge: Bei den Curling-Weltmeisterschaften 2014 in Saint John gewann sie die Goldmedaille. Im selben Jahr wurde sie auch Europameisterin. Bei den Weltmeisterschaften 2016 konnte sie erneut triumphieren, nachdem sie und ihr Team sich 2015 nicht hatten qualifizieren können und der späteren Weltmeisterin Alina Pätz den Vorrang lassen mussten.
Ab 2018 spielte Feltscher-Beeli für den CC Langenthal, wo sie mit einem jungen Team die Qualifikation für die Olympischen Spiele 2022 anstrebte. Nach zwei Jahren musste sie jedoch feststellen, dass das Team zur Halbzeit der Qualifikationsphase zu weit zurückliege, um noch realistische Chancen zu haben.
Am 3. März 2020 gab sie nach 18 Jahren Spitzensport im Alter von 41 Jahren ihren Rücktritt bekannt.